# Sächsisch-Böhmische Eisenbahngesellschaft

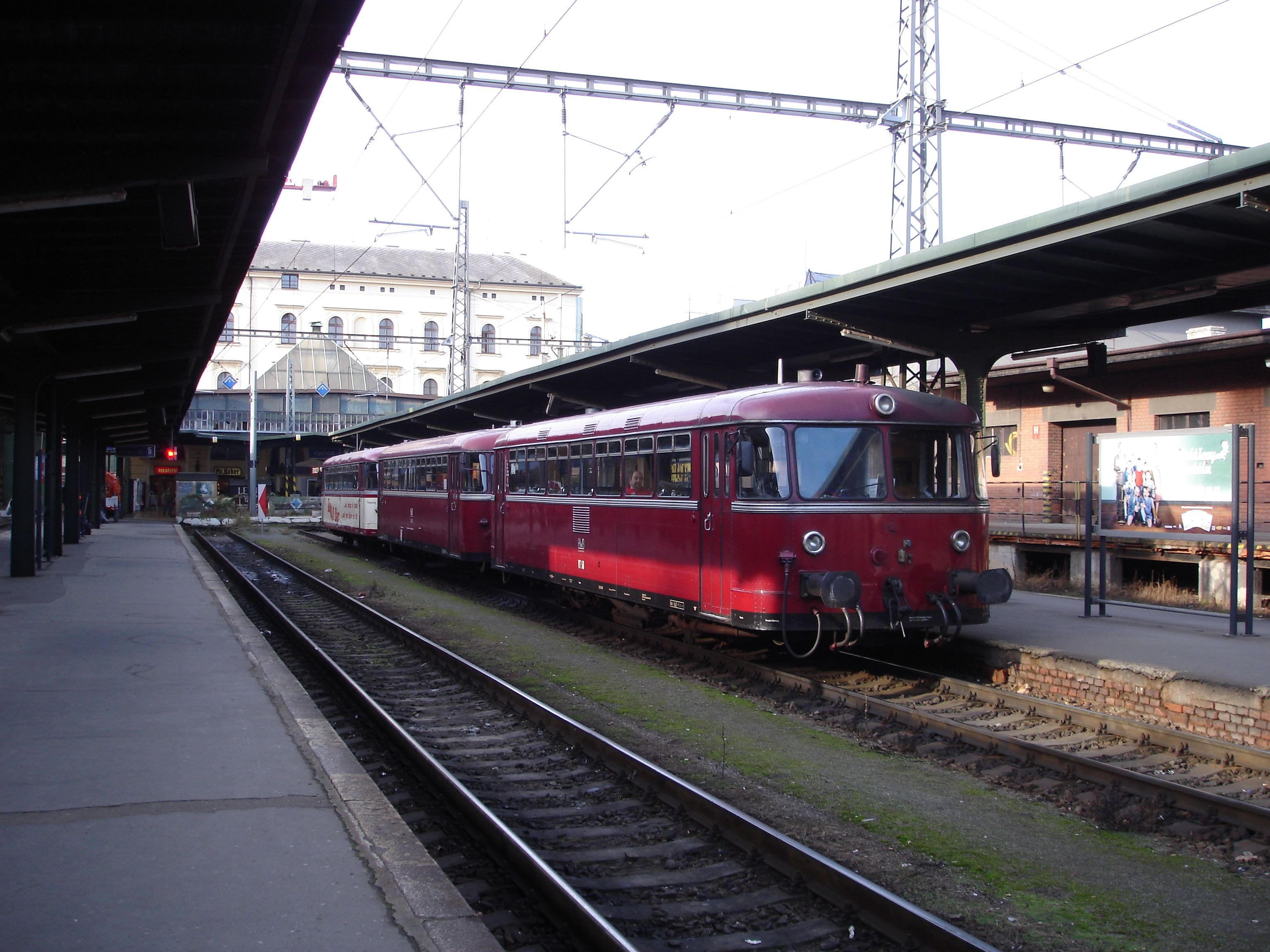
Schnellzug der SBE in Prag (2009)

Die Sächsisch-Böhmische Eisenbahngesellschaft mbH (SBE) war eine private Eisenbahngesellschaft in Sachsen.
Sie hatte ihren Sitz in Zittau und war eine hundertprozentige Tochtergesellschaft der HWB Verkehrsgesellschaft in Hermeskeil im Hunsrück. Die weiteren Gründer, die Böhmische Nordbahn und die Sächsisch-Oberlausitzer Eisenbahngesellschaft (SOEG), sind 2005 ausgeschieden. Zusammen mit der ebenfalls zur Hochwald-Gruppe gehörigen Bahnbetriebswerk Zittau GmbH hatte die SBE ihren Standort im 15-ständigen Zittauer Ringlokschuppen, der 2004 erworben wurde.
Die SBE war Mitglied im Tarifverband der Bundeseigenen und Nichtbundeseigenen Eisenbahnen in Deutschland (TBNE).

## Geschichte

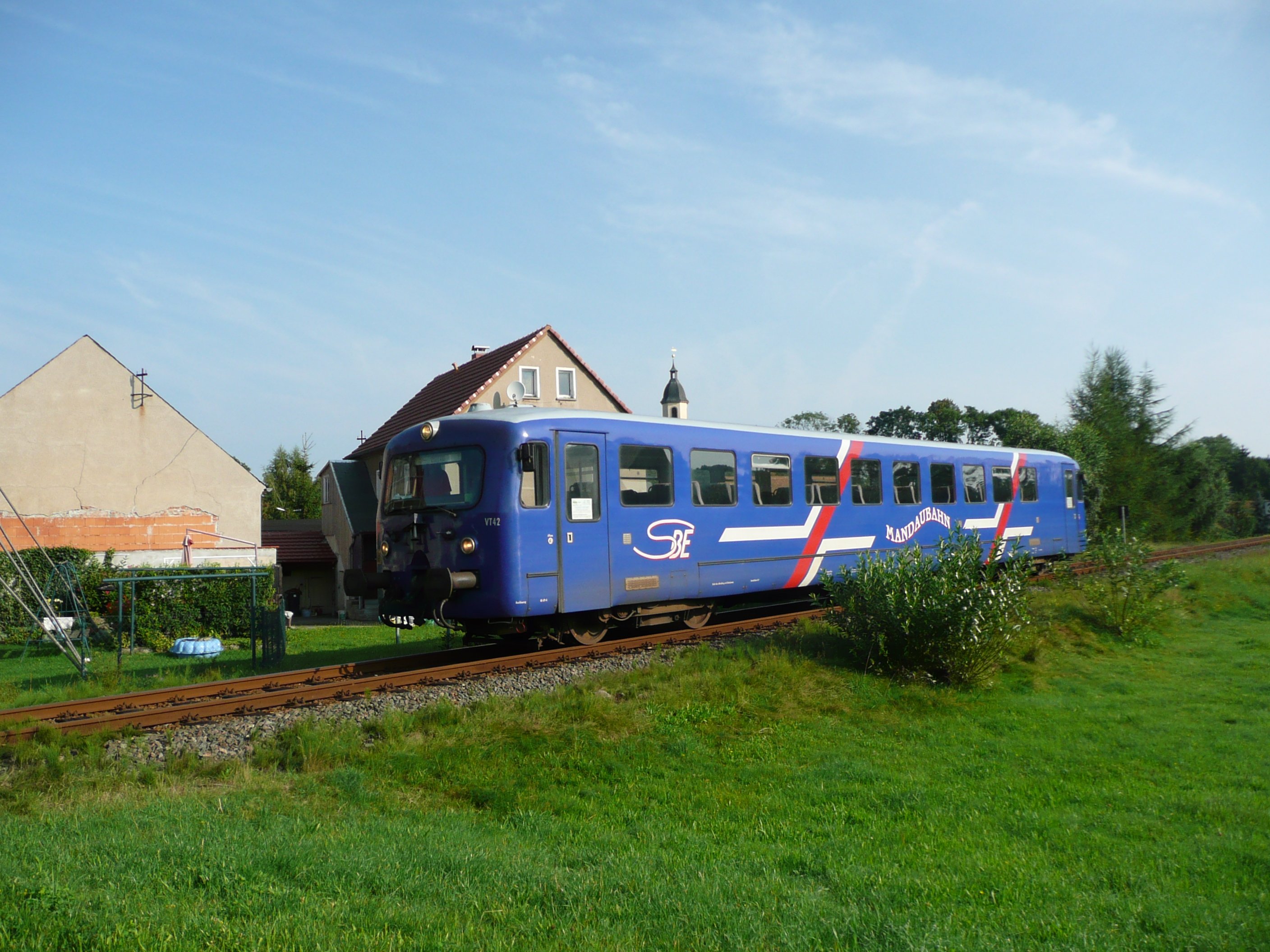
VT 42 der SBE in Seifhennersdorf (2009)

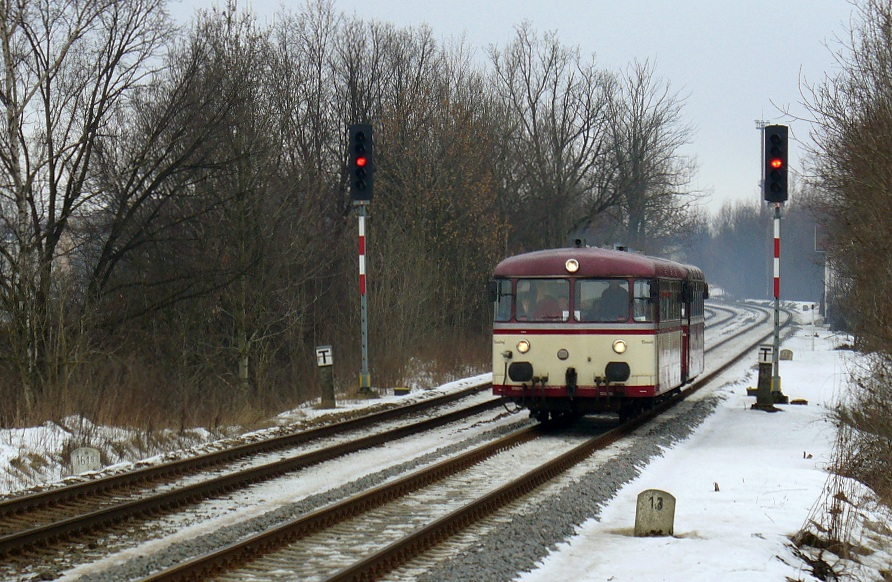
Schienenbus der SBE bei Liberec (2009)

Die SBE betrieb von Dezember 2002 bis Dezember 2010 den Schienenpersonennahverkehr auf der Strecke Zittau–Mittelherwigsdorf–Varnsdorf–Seifhennersdorf–Eibau (Mandaubahn) im Auftrag des Zweckverbandes Verkehrsverbund Oberlausitz-Niederschlesien (ZVON). Nachdem dieser 2005 den Abschnitt Seifhennersdorf–Eibau abbestellt hatte, wurde noch bis Ende 2006 versucht, den Verkehr eigenwirtschaftlich aufrechtzuerhalten. Seither ist dieser Abschnitt ohne Schienenpersonenverkehr.
Im Fahrplan 2007/2008 wurden werktäglich vier Zugpaare der Mandaubahn von Zittau nach Liberec verlängert.
Mehrmals jährlich wurden mit einem Schienenbus Sonderfahrten von Zittau nach Prag und anderen Zielen in Tschechien durchgeführt.
Die von drei ÖPNV-Aufgabenträgern erstmals durchgeführte deutsch-tschechische Ausschreibung für den weiteren Betrieb auf der Dreiländerbahn Liberec–Zittau–Varnsdorf–Rybniště/Seifhennersdorf ab 12. Dezember 2010 hatte die SBE aufgrund der gestellten Anforderungen (Neufahrzeuge mit mindestens 100 km/h Höchstgeschwindigkeit, hohe finanzielle Sicherheiten) nicht gewinnen können. Stattdessen hatte der ZVON Anfang 2009 die zum Netinera-Konzern gehörige Vogtlandbahn (heute Länderbahn) mit der Durchführung des Betriebs für zehn Jahre beauftragt, wobei Triebwagen vom Typ Desiro eingesetzt werden.
Das Unternehmen Sächsisch-Böhmische Eisenbahngesellschaft mbH wurde zum 12. Dezember 2010 aufgelöst. Die Mitarbeiter wechselten in das Mutterunternehmen HWB Verkehrsgesellschaft bzw. in andere Firmen.

## Fahrzeuge
| VS 32                 | —                      | DB-Baureihe VS 98   | DB 996 658 | Steuerwagen                                                               |
| VS 34                 | —                      | DB-Baureihe VS 98   | DB 998 908 | Steuerwagen                                                               |
| VT 41 Zittau          | —                      | DB-Baureihe ETA 150 | DB 515 511 | Umbau als Dieseltriebwagen RBG-Baureihe VT 515-U bei Regentalbahn (VT 09) |
| VT 42                 | —                      | DB-Baureihe ETA 150 | DB 515 523 | Umbau als Dieseltriebwagen RBG-Baureihe VT 515-U bei Regentalbahn (VT 10) |
| VT 43                 | 95 80 0626 043-3 D-SBE | NE 81               | KVG VT 80  |                                                                           |
| VT 51 Varnsdorf       | —                      | DB-Baureihe VT 98   | DB 796 757 |                                                                           |
| VT 52 Seifhennersdorf | —                      | DB-Baureihe VT 98   | DB 796 785 |                                                                           |
| VT 53                 | —                      | DB-Baureihe VT 98   | DB 796 724 |                                                                           |
| VT 56                 | —                      | DB-Baureihe VT 98   | DB 798 576 |                                                                           |
| VT 57 Großschönau     | —                      | DB-Baureihe VT 98   | DB 798 808 |                                                                           |
| VT 58                 | —                      | DB-Baureihe VT 98   | DB 798 751 |                                                                           |